# Chotynia
Chotynia – wieś sołecka w Polsce, położona w województwie mazowieckim, w powiecie garwolińskim, w gminie Sobolew.
| SIMC    | Nazwa            | Rodzaj    |
| ------- | ---------------- | --------- |
| 0688203 | Chotynia-Kolonia | część wsi |
| 0688210 | Karolinów        | część wsi |
| 0688226 | Potok            | część wsi |
| 0688232 | Pstrąg           | część wsi |

W latach 1975–1998 miejscowość administracyjnie należała do województwa siedleckiego.
We wsi znajduje się zabytkowy dworek zbudowany w 1808 roku. Został odrestaurowany w latach 1999-2003. Obecnie znajduje się w nim restauracja oraz pensjonat. Całość otoczona jest parkiem o powierzchni ok. 2 ha.
Wierni Kościoła rzymskokatolickiego należą częściowo do parafii św. Jana Chrzciciela w Górznie, a częściowo do parafii Świętej Trójcy w Gończycach.